# Erik Johan Stagnelius

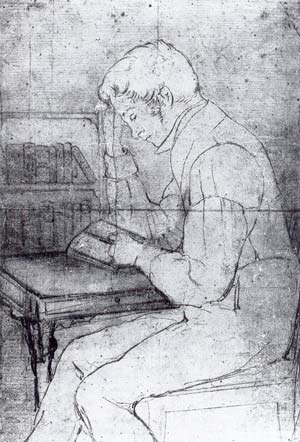
Teckning av L G Malmberg, som tidigare antagits föreställa Stagnelius. Numera vet man att så inte är fallet. Bilden föreställer en okänd ung student, och först 50 år efter konstnärens död förklarades den föreställa Stagnelius. Kungliga biblioteket.

Erik Johan Stagnelius, född 14 oktober 1793 i Gärdslösa på Öland, död 3 april 1823 i Stockholm, var en betydande svensk poet och författare under romantiken.

## Biografi
Stagnelius härstammade från prästsläkter på både fädernet och mödernet. Hans far, Magnus Stagnelius, var docent i grekiska med professors namn, en tid kyrkoherde i Gärdslösa på Öland och därefter biskop i Kalmar stift. Hans mor var kyrkoherdedottern Hedvig Bergstedt från Österåker i Södermanland.  
Stagnelius visade redan från sin barndom lätthet att lära och förstå. "Han fattade lätt allting, även de benigaste saker", berättade hans far. Alla böcker som han kom över formligen slukade han. Men i andra barns lekar såg man honom sällan delta. Han tyckte mer om att ströva omkring på egen hand. Han hade tre bröder och två systrar. Två av bröderna påstås ha haft "psykiska egenheter", liksom Stagnelius. 
Föräldrarna flyttade 1810 till Kalmar, där han gick i gymnasiet ett år. (En gymnasieskola i Kalmar, det gamla högre allmänna läroverket, har idag efter honom namnet Stagneliusskolan.) 
Hösten 1811 skrevs han in som student vid Lunds universitet. Där stannade han en termin. Efter skolbalen i april 1812 flyttade han till Uppsala och avlade där kansliexamen 1814. Under sin studenttid i Uppsala tycks han ha deltagit i nationslivet inom Kalmar nation. Han besökte få föreläsningar och vistades sällan hemma om dagarna. Det tycks ha varit på nätterna han studerade. På våren 1814 fullgjorde han sin på grund av sin svaga fysik, förkortade värnplikt och gick som så många ynglingar denna tid i ett patriotiskt festrus vid tanken på att det snart kunde bli allvar av. I en dikt uppmanade han Karl Johan att bringa Norge till underkastelse.
Men förmågan svarade inte mot viljan. Redan exercisövningarna blev för ansträngande för den unge mannen. Det visade sig att han led av ett organiskt hjärtfel, och därför blev han befriad från exercisen. Nu svartnade hans livssyn. Han kände sig dödsmärkt, och känslan av att han snart måste bryta upp från livets fest satte hädanefter sin stämpel på hans diktning:
»Snart dväljes min skugga, blek och stum,
i dödens nattliga sal»,
skrev han.
År 1815 inskrevs han i ecklesiastikexpeditionens kansli i Stockholm, var 1818 ordinarie kopist och 1822 kanslist. Där tjänstgjorde han till sin död år 1823. Sina tjänsteåligganden ska han ha skött bra och han avancerade på banan, men till någon avlöning för sitt arbete i statens tjänst tycks han aldrig ha hunnit få. Han levde på underhåll från sin far. Han mötte Almqvist och Geijer, men aldrig Atterbom och förefaller över huvud taget inte ha gjort personlig bekantskap med de samtida unga Uppsalaromantikerna. Han levde under enkla förhållanden på Södermalm i Stockholm under slutet av sitt liv men besökte ibland hembygden, Kalmar och Dörby prebendepastorat. Den 8 mars 1823 greps han för fylleri på Slussenområdet, och mindre än en månad senare var han död. Ingen av hans släktingar var med vid hans begravning. Stagnelius ligger begravd på Maria Magdalena kyrkogård i Stockholm.
Bristen på biografiska data har lett till att man, på basis av ett material som dels bestått av "anekdoter och minnen återberättade i andra och tredje hand", dels hans litterära verk, konstruerat en bild av Stagnelius. Denna bild har i stort sett motsvarat föreställningen om det romantiska geniet. Han ska ha varit psykiskt instabil och ful och snuskig, ofta berusad och eventuellt beroende av opium.
Geijers omdöme om Stagnelius under dennes sista levnadsår gick exempelvis ut på att han var "en genialisk, men besynnerlig, lurvig, burschikos [oborstad] varelse. Till hälsan synes han mig tyvärr redan förstörd". Stagnelius "diet lär ej vara den bästa", fortsatte Geijer. Sjukdomen hade fördystrat skaldens sinnelag. "Till lycka och ära var han icke född; han var ej ens född till hälsa och glädje", skriver Böttiger. "Han levde som en ensling, såg ut som en vilsekommen och gick omkring som en skugga." Stagnelius plågades också svårt av olycklig kärlek till en kvinna, vilket han beskrev i sin poesi. Men hemma bland de sina i Kalmar kunde han stundtals slå sig lös från melankolin och med liv och lust delta i sällskapslekar och glada upptåg.
Modern forskning tenderar att vara skeptisk mot antaganden om hans liv, för att istället framhålla bilden av Stagnelius som en hårt arbetande intellektuell. Sannolikt led han av ett svårt organiskt lidande och mycket magont och möjligen en hjärtsjukdom, och detta förvärrades med åren. Det har nyligen föreslagits att Stagnelius led av Noonans syndrom, vilket skulle förklara tecken på hjärtfel, och uppgifter om att han hade en egendomlig huvudform.

## Poesi och litterär produktion
Stagnelius utgav själv endast en mindre del av sin poetiska alstring, nämligen hexameterdikten Wladimir den store 1817, tre häften Liljor i Saron 1821; och sorgespelet Bacchanterna eller Fanatismen 1822, alla tre anonymt. Troligen på uppmaning av sin förman och gynnare Nils von Rosenstein tävlade han 1818 i Svenska akademien med "Sång öfver qvinnan i Norden", som fick andra priset, vilket han personligen mottog. Stagnelius tidigaste diktning anslöt sig till vår gustavianska diktning (Oxenstierna, Lidner med flera) och antikens latinska skalder (Ovidius, Horatius, Propertius). Han besjöng liksom dessa "dygden" och den klippfaste stoikern och samtidigt även nöjet, vällusten; som ram kring scenerna av njutning och kärlek valde han med förkärlek idylliska situationer och landskap, varvid även Salomon Gessner spelade en viktig roll som uppslagsgivare och förebild. Under de tydliga påverkningarna visar sig här hans slitning mellan religiöst färgad asketism och starkt utpräglad sinnlighet. Inte minst Wieland har framhållits som en viktig influens på Stagnelius; hans första större dikt, Blenda (1813), som behandlar den kända småländska sägnen om Värendskvinnorna, har sitt ämne till trots blivit en komisk epopé i dennes stil. Verseposet Gunlög (börjat sannolikt 1812, fortsatt ännu 1814) visar Stagnelius anslutning till den fornnordiska ämneskretsen; diktens kärna är besjungandet av skaldekonsten, och de båda skalderna Kunser och Hjalmar har tolkats som representationer av skalden själv. Även vissa mindre dikter tillhör samma götiskt romantiska strömning.
I andra sånger från åren 1812–1815 besjöng han de samtida krigshändelserna, som slagen vid Salamanca (1812), Vitoria (1813) och Waterloo (1815). Han tillgodogjorde sig vidare modern tysk och fransk litteratur: Goethe, Schlegel och Chateaubriand är särskilt nämnvärda bland dem som påverkat Stagnelius. Till de större verk som sysselsatte honom under tiden omkring 1814–1816 hör skådespelen Sigurd Ring och Visbur; om stöten till att upptaga dessa motiv i dramatisk form getts av Ling och Oehlenschläger tog Stagnelius i formen intryck av Goethe och Schlegel. Till dessa fornnordiska skådespel hör även brottstycket Svegder. En rik romantisk diktning uppstod i skiftande former, vilka Stagnelius under sina läroår med oavlåtlig arbetsflit tillägnat sig. Ypperst är kanske hans romanser, i vilka stilens musikaliska välklang och stämningens dunkla behag försinnligar en yppig, av starka svallningar upprörd känslovärld. Sagornas och myternas gestalter lämnar ofta symbolerna: älvorna, fiskaren, Näcken, Endymion med flera. 
Formfulländade elegier och sonetter finns också i rikt antal bland hans kortare poem. Wladimir den store är, i mönstergill episk form, ett katolskt religiöst, nyromantiskt epos, med utpräglad sympati för Heliga alliansen. Om den rad dikter, i vilka diktjaget besjunger sin obesvarade kärlek till en ung kvinna vid namn Amanda, är meningarna alltjämt delade, i det att många anser att denna kärlekshistoria endast är en fiktion, under det att andra är övertygade om att en verklig lidelse till en bestämd kvinna ängslat Stagnelius. Vissa har ansett att Constance Mathilda Jaquette Magnét, senare gift med kaptenen friherre Erik Johan Hummerhielm och bosatt på gården Skubbetorp utanför Kalmar ska ha varit verklighetens Amanda. 
I alla händelser skedde omkring 1818 en förändring i Stagnelius diktning. Den åskådning, varåt hans diktning sedermera gav uttryck, byggdes på avgörande intryck från läsningen av mystiker och romantiska filosofer. Dikternas terminologi och symbolik hämtas till en del från den gnostiska litteraturen, varför gnosticismens inflytande på hans uppfattning blivit en tvistefråga inom forskningen. Man tror att Stagnelius inspirerades till gnostiska synsätt av den svenska översättningen av Ginza Raba, Mandaeanismens heliga skrift, som givits ut i Codex Nasaræus av Matthias Norberg år 1816 och i Sverige var känd under namnet Adams bok. Senare undersökningar har uppmärksammat inflytandet av Schelling, Böhme och Platon, vilkas läror om själarnas avfall från det absoluta väsendet, sinnevärldens uppkomst och kärlekens natur han upptog och delvis ombildade med tillsatser från andra håll. Dikterna kan läsa som uttryck för en teosofi, med fantasifullt, men svårtytt uttalade tankar och föreställningar; den är jämte Almqvists och Atterboms motsvarigheter den i Sverige viktigaste representanten för den mystiska linjen inom romantiken. 
Liljor i Saron rymmer en huvuddel av hans hithörande dikter. "Flyttfåglarne", "Suckarnes mystär", "Rosen i världsfurstens park", "Kreaturens suckan" med flera varierar en stämning av förtvivlan vid den jordiska tillvaron, ångest över syndafall och frestelse, dröm om försoning och återvinning av barndomens oskuld. Martyrerna och Bacchanterna äger samma känslobotten: jordelivet är ett häkte och en grav, ur vilken vi efter tåligt buret lidande hoppas på återförening med det gudomliga; Orfeus i den sistnämnda har av bland andra Fredrik Böök betraktats som Stagnelius språkrör, sådan han efter genomgångna kriser i luttrad längtan predikar undergivenhet och försakande fromhet, medan de sensuellt vilda bacchanterna representerar de jordiska njutningarna. Senare forskare, såsom Anders Olsson och Roland Lysell, har dock velat komplicera denna bild.

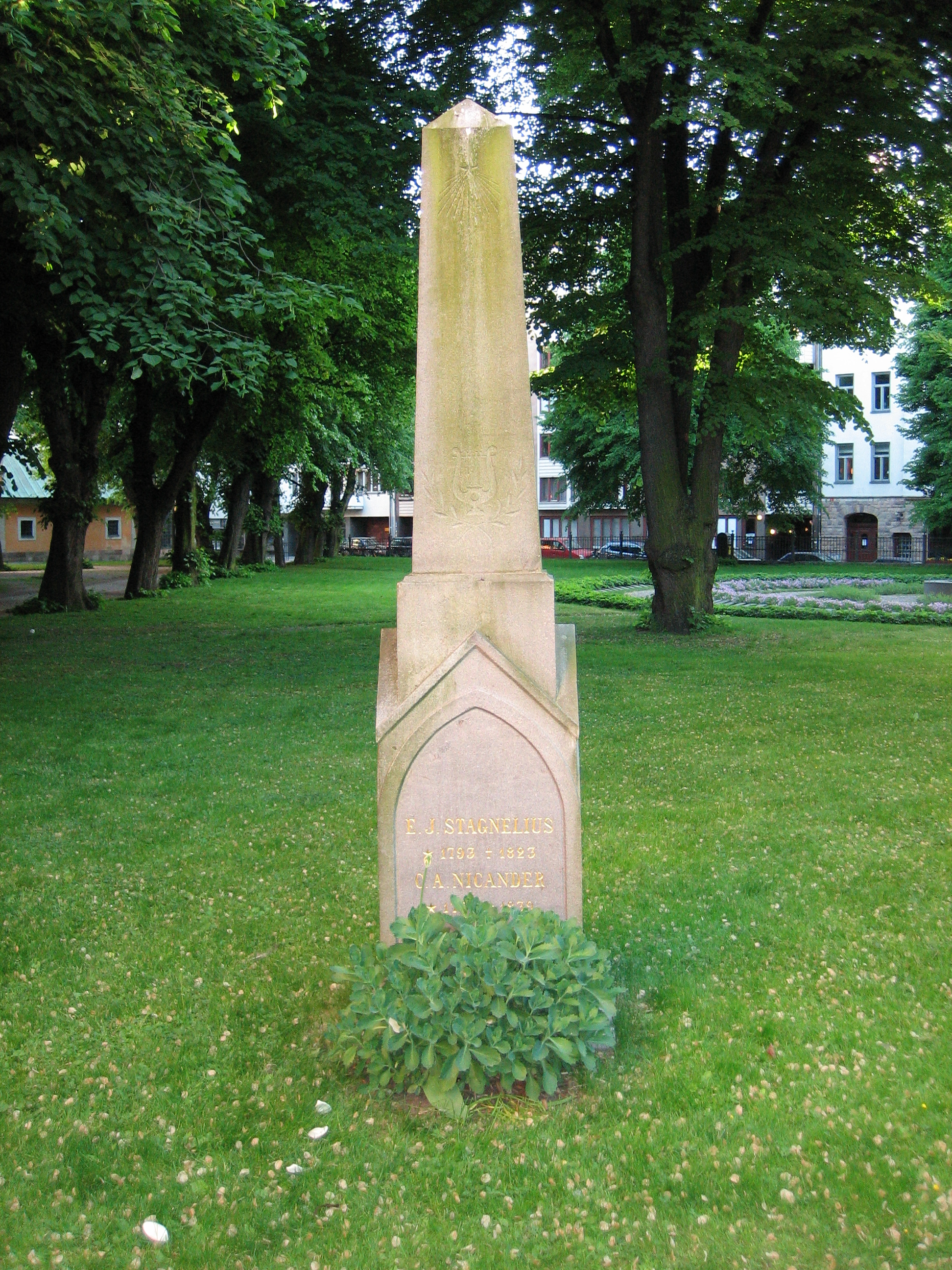
Stagnelius och Nicanders gravsten på Maria Magdalena kyrkogård i Stockholm

## Dramer
Om tillkomsttiden för några andra av Stagnelius verk råder ovisshet. Riddartornet är en skräcktragedi med blodskamsmotiv; Glädjeflickan i Rom skildrar hur en brottslig älskares vålnad kallar henne till dödsriket för att där fortsätta samlivet; i Albert och Julia försakar älskarinnan himmelen för att åtfölja sin älskare till helvetet. Som det sista av Stagnelius skådespel betraktas Torsten fiskare, en skämtsam behandling av konung-för-en-dag-motivet. Flera av Stagnelius dramer är till delar skrivna på blankvers, men företer inga andra likheter med William Shakespeares dramer, som just börjat översättas till svenska, framförallt Erik Gustaf Geijers översättning av Macbeth 1813.
Man vet inte om Stagnelius hade ambitionen eller närde förhoppningar om att hans dramer skulle uppföras på teatern, men teatern var inget främmande för honom. I elegin som börjar Alltsen människor först bebyggde den blomstrande jorden, som tros vara tillkommen omkring 1818, skildrar Stagnelius en teaterupplevelse:
| Om jag vid kronornas sken och fiolernas ljud från orkestern jag i Thalias hus sitter en afton och ser flickans olympiska anlet, omdarrat av krusiga lockar, stråla i rosenglans under en blomstrande hatt, eller dess barm, av pärlor bekrönt, försmäktande vaggas, häftigt mitt hjärta strax svider av kärlekens pil. Nu vid en pipas ljud förhänget sig rasslande höjer och en hjältinna stolt tågar på bräderna fram. Hon förtrollar mig strax; jag glömmer min tjusande granne, och för gycklerskan blott öga och öra jag har, hon må sväva, vid strängarnas takt, i luftiga dansar eller med dolken i hand tala patetiska ord. Och ej svalkar den tanken min brand att tjuserskans rosor endast äro ett lån, alla dess känslor en dikt. O, jag älskar så högt att bedras av den flyende villan, och i min känslas rus endast gudinnor jag ser. Åter vid pipans ljud förhänget sig rasslande sänker, hem med drömmande fjät vandrar jag ensam och stum. |
1825 krävde tidskriften Kometen, som gavs ut av Carl Fredric Dahlgren, att Dramaten skulle spela Stagnelius pjäser, som betecknades som "det yppersta wår dramatik kan uppvisa". (Andra dramatiker som nämndes i samma andetag var William Shakespeare, Friedrich Schiller, Johann Wolfgang von Goethe och Adam Oehlenschläger, som med undantag för en prosaversion av Shakespeares Hamlet 1819 inte heller spelats av Dramaten vid denna tidpunkt.)
Efter andra världskriget har det gjorts några försök att sätta upp Stagnelius dramer på scenen. 1952 spelade Atelierteatern i Göteborg Albert och Julia i regi av Ove Tjernberg. På samma teater spelades Riddartornet 1954 i regi av Hans Råstam. 1952 spelade Lilla teatern i Lund Glädjeflickan i Rom i regi av Alf Matteson. På Marsyasteatern i Stockholm fick Albert och Julia premiär 1953 i regi av Willy Tappert jr. 1954 gav Radioteatern Thorsten fiskare i regi av Bengt Lagerkvist och 1956 satte Ölands kulturminnesförening upp samma pjäs i regi av Martha Lundholm. 1967 satte Claes Lundberg upp Glädjeflickan i Rom med Viveka Seldahl på Studieteatern i Stockholm. Därefter dröjde det till 1985 innan Göteborgs Universitetsteater satte upp Glädjeflickan i Rom, Albert och Julia och Narcissus i regi av Peter Ferm. 1987 regisserade Wilhelm Carlsson Thorsten fiskare med Tord Peterson och Rolf Skoglund på Lejonkulan på Dramaten och 2004 satte Karl Dunér upp Riddartornet med Maria Bonnevie, Erland Josephson och Sven Lindberg på samma teaters scen Målarsalen. Albert och Julia med musik av Thomas Jennefelt framfördes som radioopera 1986.

## Inspiration åt andra
Stagnelius diktion är praktfull, med ett överflöd av ofta återvändande karakterismer, med ord för välljud, glans, rikedom, yppighet, vällukt rikligt brukade. Han har utövat starkt inflytande på en mängd senare svenska skalder genom sin lidelse och sin prunkande, suggestiva form.
Till de senare diktare som framhållit Stagnelius som en viktig förebild hör Gunnar Ekelöf och Stig Larsson.
Två självbiografiska  Lars Norén-pjäser från 1982 har titlar hämtade från en versrad ur Stagnelius "Vän! I förödelsens stund", nämligen Natten är dagens mor och Kaos är granne med gud.

### Samlade verk
- E. J. Stagnelii Samlade skrifter (2., uppl., öfversedd och rättad). Stockholm: Wiborg. 1830–1833. Libris 42062 - Den första samlade upplagan utgavs av L. Hammarsköld 1824-1826 och i en översedd och förbättrad upplaga av Per Adolf Sondén 1836). 3 volymer.
- Samlade skrifter. Svenska författare utgivna av Svenska vitterhetssamfundet, 0346-7864 ; 3. Stockholm: Bonniers. 1911–1919. Libris 7736 – Redigerade och kommenterade av Fredrik Böök.
  -  Del 1, Lyriska dikter intill tiden omkring 1818. Stockholm: Bonnier. 1911. Libris 18151295. https://litteraturbanken.se/forfattare/StagneliusEJ/titlar/SamladeSkrifter1/info
  -  Del 2, Lyriska dikter efter tiden omkring 1818 ; Liljor i Saron. Svenska författare utgivna av Svenska vitterhetssamfundet, 0346-7864 ; 3. Stockholm: Bonnier. 1913. Libris 18151296. https://litteraturbanken.se/forfattare/StagneliusEJ/titlar/SamladeSkrifter2/info
  -  Del 3, Episka dikter ; Dramatiska dikter, I. Stockholm: Bonnier. 1914. Libris 18151297. https://litteraturbanken.se/forfattare/StagneliusEJ/titlar/SamladeSkrifter3/info
  -  Del 4, Dramatiska dikter II ; Filosofiska uppsatser ; Brev o. d. ; Tillägg. Stockholm: Bonnier. 1915. Libris 18151298. https://litteraturbanken.se/forfattare/StagneliusEJ/titlar/SamladeSkrifter4/info
  -  Del 5, Kommentar. Svenska författare utgivna av Svenska vitterhetssamfundet, 0346-7864 ; 3. Stockholm: Bonnier. 1919. Libris 18151299. https://litteraturbanken.se/forfattare/StagneliusEJ/titlar/SamladeSkrifter5/info
- Samlade skrifter. Malmö: Allhem. 1957. Libris 8080861 – Allhemsutgåvan under redaktion av Fredrik Böök och med en mapp med manuskript i faksimil som supplement. Denna utgåva har emellertid kritiserats för sin moderniserade ortografi. 5 volymer.
- Samlade skrifter. Svenska klassiker - utgivna av Svenska akademien, 99-2090989-0 ([Ny utg.]). Stockholm: Atlantis. 2013. Libris 14759247. ISBN 9789173535090
  -  1, Tryckta skrifter. Libris 17638893. ISBN 978-91-7353-504-5
  -  2, Otryckta skrifter : Epik. Libris 14742129. ISBN 9789173535052
  -  3, Otryckta skrifter : Dramatik. Libris 17638988. ISBN 978-91-7353-506-9
  -  4, Otryckta skrifter : Lyrik I. Libris 17638994. ISBN 978-91-7353-507-6
  -  5, Otryckta skrifter : Lyrik II, prosa, brev. Libris 17639000. ISBN 978-91-7353-508-3